# Gediocoris
Gediocoris is een geslacht van wantsen uit de familie van de Miridae (Blindwantsen). Het geslacht werd voor het eerst wetenschappelijk beschreven door Wagner in 1964.

## Soorten
Het genus bevat de volgende soorten:

- Gediocoris hargeisanus Linnavuori, 1975
- Gediocoris pallispinus Wagner, 1964
- Gediocoris vitellinus Linnavuori, 1975